# Carl Gustaf Brunström
Carl Gustaf Brunström, född 11 juli 1808 i Sverige, död 20 juni 1851 i Tavastehus, var en finländsk klaverbyggare i Tavastehus.
Under sin livstid tillverkade Brunström ett tjugotal taffelpianon och minst ett kabinettpiano. 

## Biografi
Brunström började sin bana som instrumentmakargesäll i Stockholm. 1826-1830 var han lärling hos instrumentmakaren Johan Eric Berglöf i Jakobs församling, Stockholm.Efter det arbetade han från 28 december till 27 augusti 1834 hos instrumentmakaren Olof Granfeldt i Stockholm. Brunström flyttade sedan till S:t Petersburg för att från 20 april 1836 till 11 oktober 1839 arbeta hos klaverbyggaren Teodor Wittmarek. Den 20 oktober 1840 blev Brunström finländsk medborgare. Den 14 april 1841 ansökte han om att bli mästare i Tavastehus. Brunström avled 20 juni 1851.
År 1846 gifte sig Brunström med Carolina Kommon.